# Tricoceps natalicum
Tricoceps natalicum är en insektsart som beskrevs av Capener 1971. Tricoceps natalicum ingår i släktet Tricoceps och familjen hornstritar. Inga underarter finns listade i Catalogue of Life.